# ツール・メディテラネアン
ツール・メディテラネアン（Tour Méditerranéen）は、例年2月中旬、フランス南部のプロヴァンス＝アルプ＝コート・ダジュール地域圏で行われる自転車競技、ロードレースのステージレース。

## 概要
1966年のツール・ド・フランス総合優勝者である、ルシアン・エマールの提唱により、1974年に創設された。UCIヨーロッパツアー2.1にランクされていた。近年はイタリア領内でもレースが行われている。メディテラネアン(Méditerranéen)はフランス語で「地中海の」という意味であるため、日本では地中海一周レースとも訳されるが、実際は「プロヴァンス＝アルプ＝コート・ダジュール地域圏（とイタリア）の地中海沿岸でのレース」であり、地中海沿いの各国を通過して地中海沿岸を一周する訳ではない。2015年は開催されず、2016年からは大会名を「ラ・メディテラネアン (La Méditerranéenne)」と改めて再開したが、2017年以降は開催されていない。

## 歴代優勝者
| 年   | 優勝者                       |
| ---- | ---------------------------- |
| 1974 | シャルリー・ルーセル         |
| 1975 | ヨセフ・ブリュイエール       |
| 1976 | ロイ・スヒュイテン           |
| 1977 | エディ・メルクス             |
| 1978 | ヘリー・クネットマン         |
| 1979 | ミシェル・ローラン           |
| 1980 | ヘリー・クネットマン         |
| 1981 | シュテファン・ミュッター     |
| 1982 | ミシェル・ローラン           |
| 1983 | ヘリー・クネットマン         |
| 1984 | ジャンクロード・バゴ         |
| 1985 | フィル・アンダーソン         |
| 1986 | ジャンフランソワ・ベルナール |
| 1987 | ヘリット・ボレヴェルト       |
| 1988 | ヤン・ネヴェンス             |
| 1989 | トニー・ロミンゲル           |
| 1990 | ジェラール・リュー           |
| 1991 | フィル・アンダーソン         |
| 1992 | ロルフ・ゲルツ               |
| 1993 | シャルリー・モテ             |
| 1994 | ダヴィデ・カッサーニ         |

| 年   | 優勝者                         |
| ---- | ------------------------------ |
| 1995 | ジャンニ・ブーニョ             |
| 1996 | フランク・ファンデンブルック   |
| 1997 | エマニュエル・マニアン         |
| 1998 | ロドルフォ・マッシ             |
| 1999 | ダヴィデ・レベッリン           |
| 2000 | ローラン・ジャラベール         |
| 2001 | ダヴィデ・レベッリン           |
| 2002 | ミケーレ・バルトリ             |
| 2003 | パオロ・ベッティーニ           |
| 2004 | イェルク・ヤクシェ             |
| 2005 | イェンス・フォイクト           |
| 2006 | シリル・デセル                 |
| 2007 | ホセ・イバン・グティエレス     |
| 2008 | アレクサンドル・ボチャロフ     |
| 2009 | ルイス・レオン・サンチェス     |
| 2010 | リナルド・ノチェンティーニ     |
| 2011 | ダヴィ・モンクティエ           |
| 2012 | ジョナサン・ティエナン・ロック |
| 2013 | トーマス・ルヴクヴィスト       |
| 2014 | スティーヴ・カミングス         |
| 2015 | 開催なし                       |

| 年   | 優勝者               |
| ---- | -------------------- |
| 2016 | アンドリー・グリフコ |
| 2017 | 開催なし             |